# Nangolo Mbumba

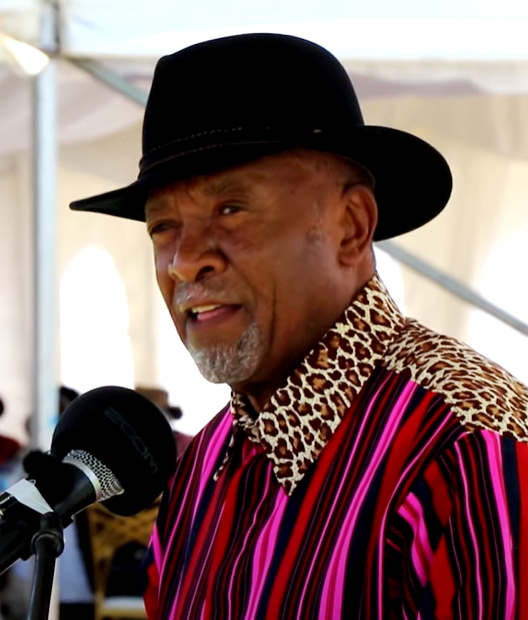
Nangolo Mbumba (2023)

Nangolo Mbumba (* 15. August 1941 in Olukonda) ist ein namibischer ehemaliger Politiker der SWAPO. Er hatte zwischen 1993 und 2012 zahlreiche Ministerämter inne. Ab Februar 2018 war er Vizepräsident seines Landes. Zwischen dem 4. Februar 2024 und dem 21. März 2025 war er der Staatspräsident Namibias. Als solcher stand er dem Kabinett Mbumba vor.

## Leben

### Studium und Persönliches
Nangolo Mbumba ist ausgebildeter Lehrer für die Sekundarstufe und absolvierte 1973 seinen M.Sc. in Biologie an der University of Connecticut. Er ist unter anderem Autor von Schulbüchern. Seit Februar 2018 ist er Vizekanzler der Universität von Namibia. Mbumba ist mit Sustjie Mbumba verheiratet.

### Politik
Von 1993 bis 1996 war Mbumba Landwirtschaftsminister, im Anschluss bis 2003 Finanzminister. Von 2005 war er sowohl bis 2008 Kommunikationsminister als auch bis 2010 Bildungsminister. Danach arbeitete er als Sicherheitsminister.
Seit 1998 ist er Mitglied des Politbüros der SWAPO. Von 2007 bis 2012 war er Vize-Generalsekretär der Partei. Da Mbumba im Dezember 2012 zum Generalsekretär gewählt wurde, musste er sein Ministeramt aufgeben. Im Februar 2018 wurde Mbumba von Präsident Hage Geingob zum Vize-Präsidenten ernannt.
Am 4. Februar 2024 übernahm Mbumba nach dem Tod Geingobs gemäß der Verfassung Namibias für die restliche Dauer der Amtszeit des Verstorbenen das Amt des Staatspräsidenten.

## Werke
- mit Norbert H. Noisser: Namibia in History. Junior Secondary History Book. Centre for African Studies, Universität Bremen 1989, ISBN 0-86232-768-7 / ISBN 978-0-86232-768-2.
- Understanding History.[1]
- mit Helgard Patemann: Through the Flames. Poems from the Namibian Liberation Struggle. Centre for African Studies, Namibia Project, Universität Bremen 1988.